# Kenji Oshiba
Kenji Oshiba (Yamanashi, 19 november 1973) is een voormalig Japans voetballer.

## Carrière
Kenji Oshiba speelde tussen 1996 en 2003 voor Urawa Red Diamonds, Cerezo Osaka, Kashiwa Reysol en Yokohama FC.